# Thorsvi herrgård

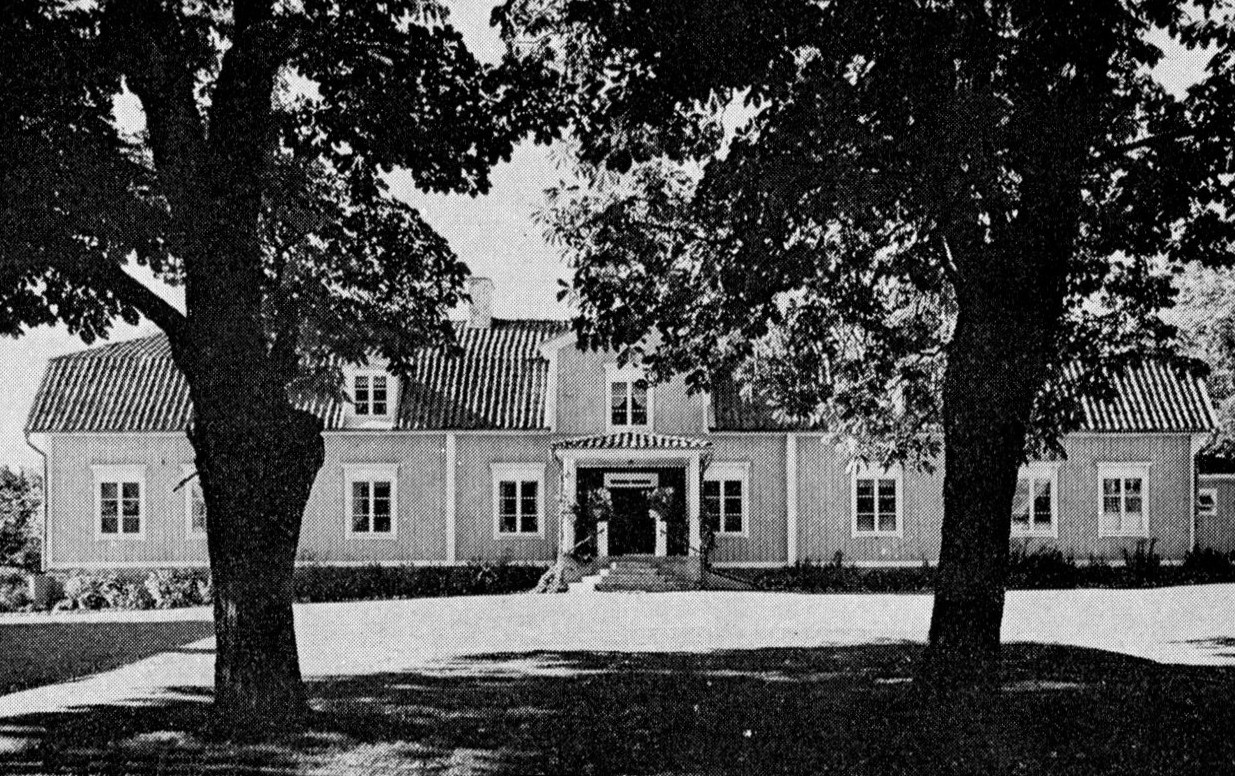
Thorsvis huvudbyggnad, 1967.

Thorsvi gård är en herrgård och ett tidigare säteri i Torsvi socken, Enköpings kommun, Uppsala län. Gårdens välbevarade bebyggelse och intilliggande Torsvi kyrka bildar tillsammans ett kulturhistoriskt värdefullt område. Torsvi ägs sedan 1863 av familjemedlemmar i släkten Hermelin.

## Historik

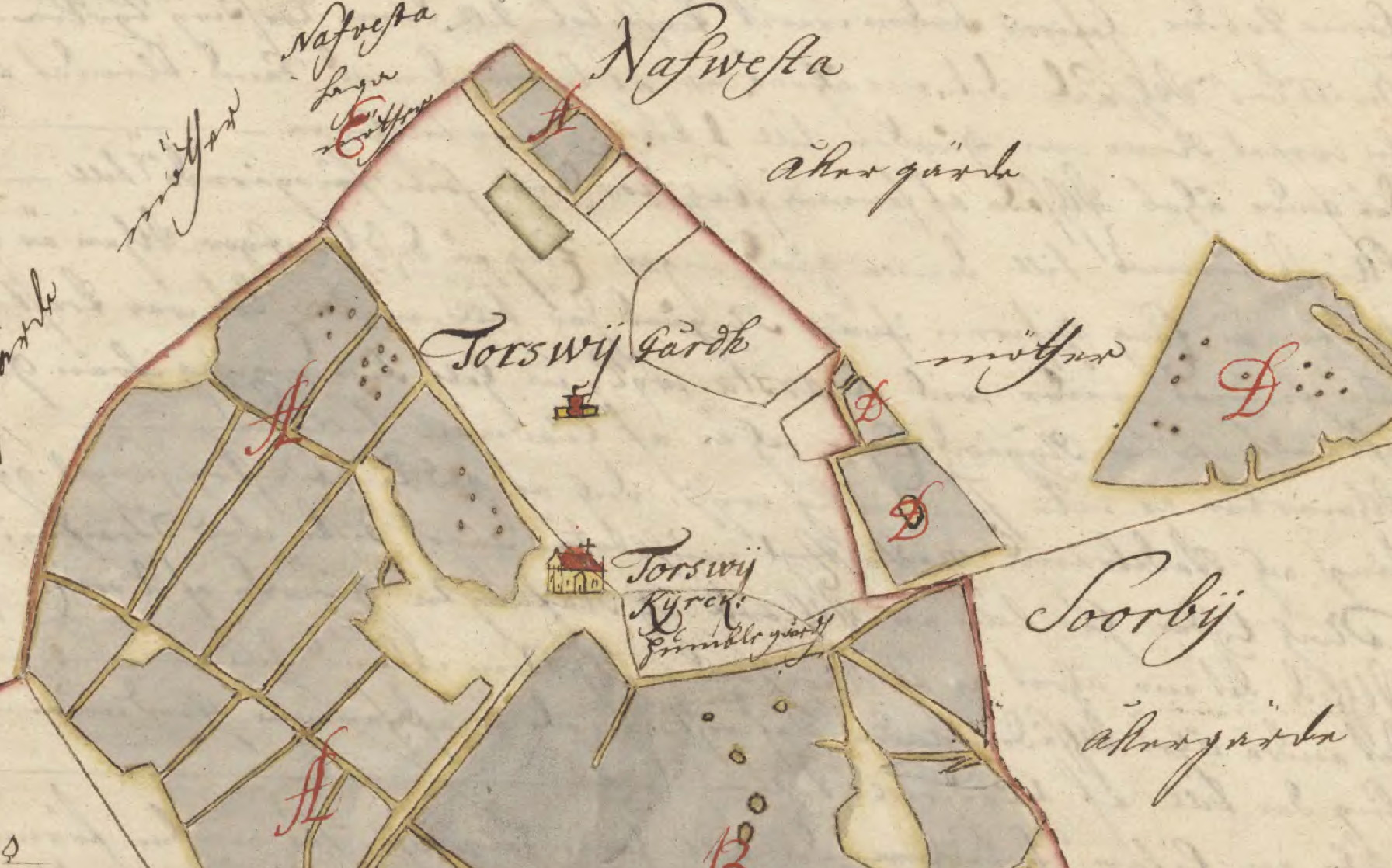
Thorsvi gård och kyrka 1685.

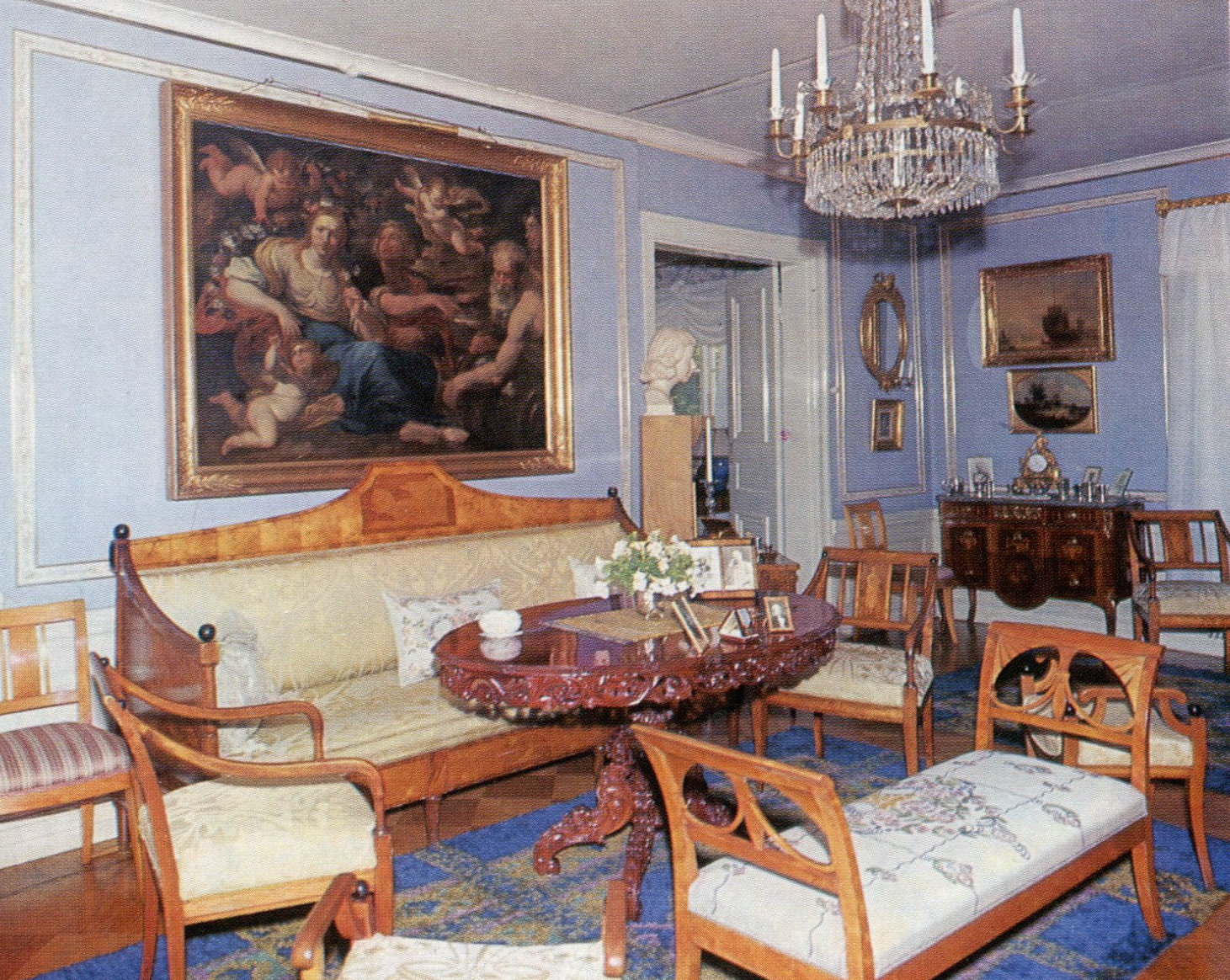
Salongen på 1960-talet.

Trakten har varit bebodd redan på järnåldern som omkring 240 gravar kan vittna om. Thorsvi omnämns i skrift första gången år 1303 och syns då i kyrkliga anteckningar från biskoparnas visitationsresor. Det finns även ett historiskt samband mellan kyrkan och gården eftersom säteriet Thorsvi ursprungligen bildades ur ett prästgårdshemman som troligen låg på huvudbyggnadens nuvarande plats. Detta hemman tillhörde kronan på 1500-talet och gavs av Johan III i förläning till Peder Månsson Utter. 
Egendomen gick under 1600-talets första hälft i arv till sonen Anders Persson Utter (död 1640). Han gjorde stället till säteri och lät uppföra nuvarande huvudbyggnad som sedermera fick namnet Thorsvi. Gården innehades av släkten Utter i flera generationer och brukades under början av 1700-talet som kronosäteri av Per Fromhold Utter (död 1726). 1849 förvärvades Thorsvi av patron J. Winbladh som ägde den till 1863 då den köptes av Carl Hermelin. Sedan dess har Thorsvi ägts av familjen Hermelin. 
Egendomen omfattar 430 hektar mark varav 175 hektar är uppodlad. Verksamheten drivs av Thorsvi gårds AB och består av jord- och skogsbruk samt att förvalta fast och lös egendom. Nuvarande ägare (2024) är Johan och Kerstin Hermelin.

## Bebyggelsen
Corps de logi är en panelad envånings träbyggnad med en längd av åtta fönsteraxlar och täckt av ett brutet och valmat sadeltak. På 1850-talet kompletterades huset med en frontespis över huvudingången. Stora salen var 1967 möblerad i gustaviansk stil. Thorsvi gård har 13 rum fördelade på 500 m². 
Huvudbyggnaden flankeras av fyra fristående flyglar, två mindre inre och två, något snedställda, yttre. De mindre flyglarna härrör från 1820-talet medan de yttre troligen är samtida med huvudbyggnaden och tillkom under Utters tid på 1600-talet. Färgsättningen är varmgul med vita pilaster och fönsteromfattningar. Huvudbebyggelsen omges av gårdens ekonomibyggnader. Intill tomtgränsen i söder står Torsvi kyrka vars nuvarande långhus uppfördes på 1400-talet, ej på 1200-talet som man tidigare trott.